# Wennemar Jan Engels van Beverforde

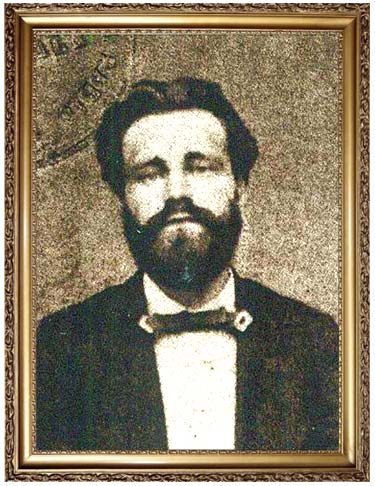
Wennemar Jan Engels van Beverforde (foto: Mr.W.J. van Beverfordefonds)

Wennemar Jan Engels van Beverforde (Ootmarsum, 12 april 1839 - Zutphen, 17 juli 1914) was een Nederlandse jurist. Hij was ongehuwd. Net als de hofmeiers was Wennemar Jan een jurist, die zowel in Ootmarsum als in Almelo zijn praktijk als advocaat uitoefende. Belangstelling voor de landbouw had hij ook, zoals wel meer notabelen in die tijd interesse in het gebeuren. Uit de spaarzame geschriften blijkt dat Wennemar Jan iemand was die eer stelde op zijn afkomst als nazaat uit het geslacht van de hofmeiers. Niet voor niets vroeg hij schriftelijk aan Zijne Majesteit de Koning of hij net als zijn vader achter zijn achternaam Engels de toevoeging Van Beverforde mocht zetten. Dat is de naam die de vroegere hofmeiers ook gebezigd hadden. In 1884 werd hem bij Koninklijk Besluit die toevoeging Van Beverforde toegekend. Zijn broer Gerhard Hendrik en zijn zus Hendrika Antonia bleven gewoon Engels heten.

## Twentsche Landbouw Maatschappij
Wennemar had interesse omdat hij zelf over boerderijen en landbouwgrond beschikte. Van 1895 tot 1900 maakte Wennemar deel uit van het bestuur van de Twentsche Landbouw Maatschappij, die vanaf 1896 Overijsselsche Landbouw Maatschappij (OLM) heette. Een zeer uitsprakend bestuurslid was hij niet, want er is in de stukken weinig terug te vinden van wapenfeiten, die hij op zijn conto mocht schrijven. Wel komt uit zijn archief naar voren, dat hij die vijf jaar in het bestuur op prijs heeft gesteld. Hij vond zijn lidmaatschap dermate van belang, dat hij een album met medebestuursleden van de Twentsche Maatschappij een belangrijke plaats in zijn archief kreeg.
De vijf bestuursjaren met het het diepgaande contact binnen de landbouw maakten indruk op de Ootmarsumse jurist en grootgrondbezitter. Hierdoor ontstond ook zijn idee om uit zijn erfenis een fonds voor de Twentse landbouw te stichten. De OLM moest dat fonds gaan beheren. Op die manier kon Wennemar Jan daadwerkelijk iets betekenen voor de Twentse boeren. Bijkomstig was dat zijn familienaam tot in lengte van jaren in stand blijven. Deze ontwikkeling hield hij voor velen geheim, behalve voor zijn zus Hendrika Antonia Engels. Zij kreeg in 1914 bij het overlijden van Wennemar Jan diens bezittingen onder beheer.
Met de uitdrukkelijke opdracht, dat na haar dood - in 1917 - het vermogen en de bezittingen in handen zouden komen van een speciaal fonds van de Overijsselsche Landbouw Maatschappij. In die tijd was men Engels van Beverforde al helemaal vergeten, toen ineens in november 1917 het bericht kwam dat hij zijn bezittingen aan de landbouworganisatie had nagelaten.

## De erfenis
De letterlijke tekst van het testament vermeldde: `Ik benoem tot mijn enige en algehele erfgename de Overijsselsche Landbouw Maatschappij.' Het dagelijks bestuur van de OLM was zeer verrast, toen dit bekend werd. Belangrijke bepaling in het testament was dat de nalatenschap in een fonds moest worden ondergebracht, dat genoemd moest worden naar Wennemar Jan. De opbrengsten daarvan `moeten worden aangewend ter bevordering van de landbouw belangen zoveel mogelijk ten goede komende aan Twente. Grond en gebouwen mocht de OLM niet verkopen en evenmin mocht ze een hypotheek op die bezittingen nemen. Wanneer de OLM ontbonden zou worden, zou het fonds zonder enige vergoeding over gaan naar het Rijk der Nederlanden. Met daarbij wederom de bepaling, dat de opbrengsten uit het fonds aan de landbouwbelangen in Twente ten goede moesten komen. Met daarbij wederom de bepaling dat de opbrengsten uit effecten, sieraden, antiek meubilair, boeken, kaarten en schilderijen, maar ook uit ongeveer 80 ha landbouwgrond en 40 ha bos, hei en woeste grond rond Ootmarsum plus zes boerderijen.
Behalve Erve 't Ribbert waren dat de boerderijen Aveskamp, 't Laars, Putke op Hams, Steggink en Martens. Met die 120 ha was de OLM via het fonds ineens de grootste grondbezitter van Ootmarsum. Daarnaast omvatte het onroerend goed een herenhuis (het Hofmeiershuis in Ootmarsum) twee arbeiderswoningen, een grote schuur en een prachtig tuincomplex in Ootmarsum: Engels'Tuin genaamd. Nog steeds is Engels Tuin een pronkstuk van het stadje. Het geheel vertegenwoordigde in 1917 een waarde van ruim ƒ 152.000,--'